# (19308) 1996 TO66
(19308) 1996 TO66 — транснептуновый объект. Находится в резонансе 11:19 с Нептуном. Он был обнаружен в 1996 году Чадом Трухильо, Дэвидом Джуиттом и Джейн Лу. Первоначально был принят за очень крупный объект диаметром более 902 км.

## Происхождение
На основе общей структуры ИК и оптического поглощений удалось выяснить, что данный объект состоит из водяного льда. Объединён с (24835) 1995 SM55, (55636) 2002 TX300, (120178) 2003 OP32, и (145453) 2005 RR43 в группу фрагментов столкновения Хаумеа.